# Hector Giacomelli
Pour les personnes ayant le même patronyme, voir Giacomelli (homonymie).
Hector Giacomelli, né à Paris le 1er avril 1822 et mort à Menton le 1er décembre 1904, est un aquarelliste, graveur et illustrateur français.
Il est connu surtout pour ses peintures d'oiseaux et la précision de ses dessins de végétaux. Il a été l'illustrateur de Jules Michelet, André Theuriet, François Coppée, Alfred de Musset…

## Biographie

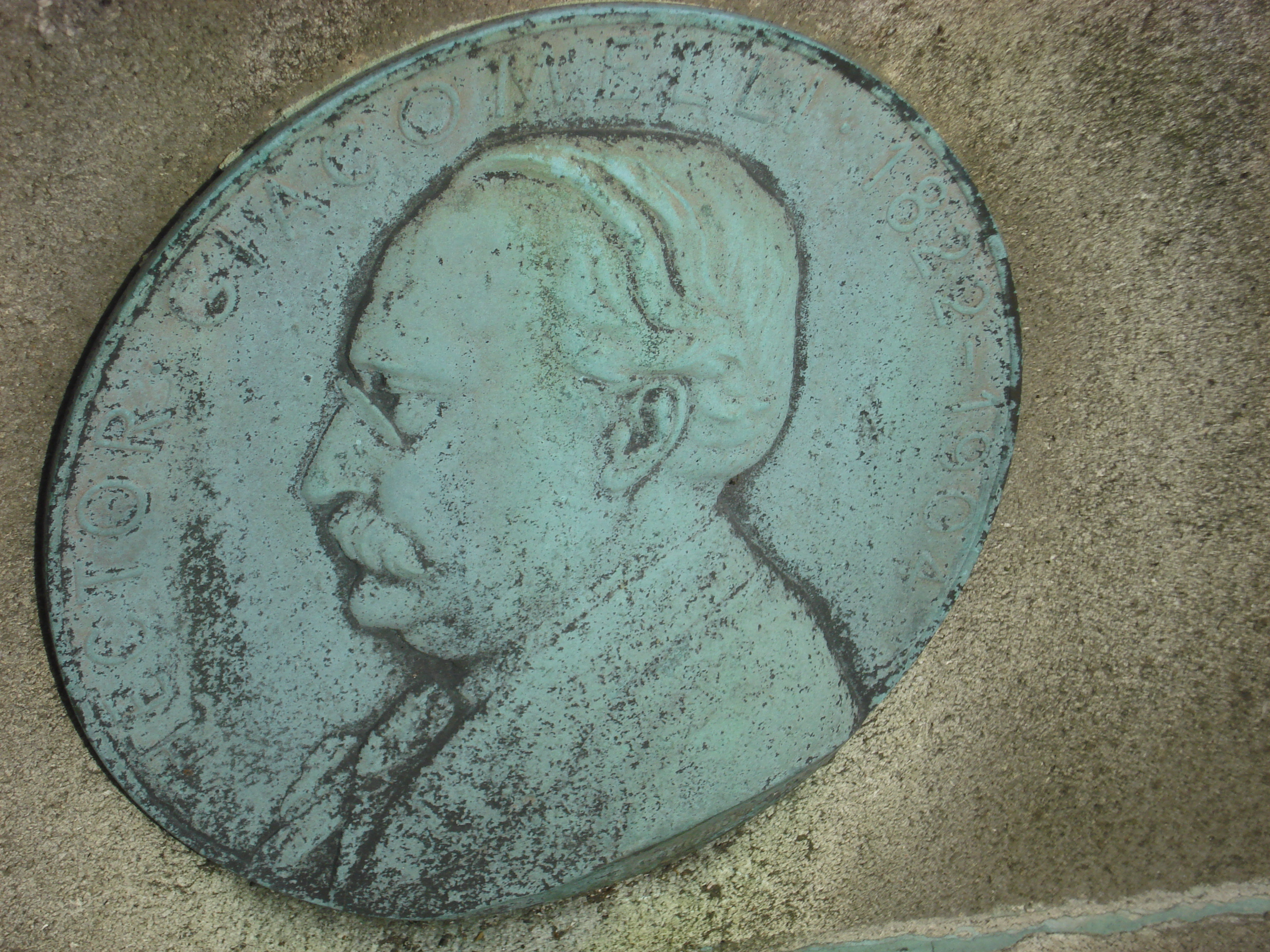
Médaillon d'Hector Giacomelli, Paris, cimetière Montmartre.

Né à Paris le 1er avril 1822 d'un père italien professeur de chant, Hector Giacomelli est d'abord graveur avant de devenir dessinateur pour l'orfèvrerie et les bijoux de 1844 à 1854.
Il se passionne pour l'œuvre d'Auguste Raffet, qu'il rencontre dès 1837 et dont il publie le catalogue raisonné en 1862.
Vers l'âge de trente ans, une maladie grave le force à s'éloigner de Paris. Il s'installe à la campagne à côté de Tours en 1853. 
Voisin d'Alfred Mame, il s'intéresse à l'ornementation et l'illustration des livres, dessine des plaques de reliures. Il dessine et peint les plantes, les insectes et les oiseaux (petits passereaux notamment) autour de sa maison de campagne.
Il a un fils, Georges Giacomelli (1855-1950), qui épouse en 1887 Marie Lecoq, fille de Félix Lecoq, inspecteur général des écoles vétérinaires de France, et nièce du botaniste Henri Lecoq.
En 1863, il s'installe à Versailles, puis en 1890 à Clermont-Ferrand, où il fait construire un chalet non loin du château de L'Oradou. Ce château acquis par Henri Lecoq en 1869 est lieu de décès de son épouse Adèle Popelin le 10 novembre 1895.
Il meurt le 1er décembre 1904 à Menton, à la villa del Sol, où l'accueillait sa famille.
Son corps est transporté à Paris et inhumé au cimetière Montmartre dans la 32e division, avenue Saint-Charles (4e ou 5e ligne), dans une tombe ornée d'un petit médaillon de bronze le représentant.
Il y repose avec :
- sa mère Anne Rebours (1801-1875) ;
- sa femme Adèle Popelin (1821-1895) ;
- son fils Georges, et ses petits-fils ;
- Félix Giacomelli (1893-1916), aviateur, mort pour la France, sous-lieutenant de l'escadrille C39.

## L'illustrateur

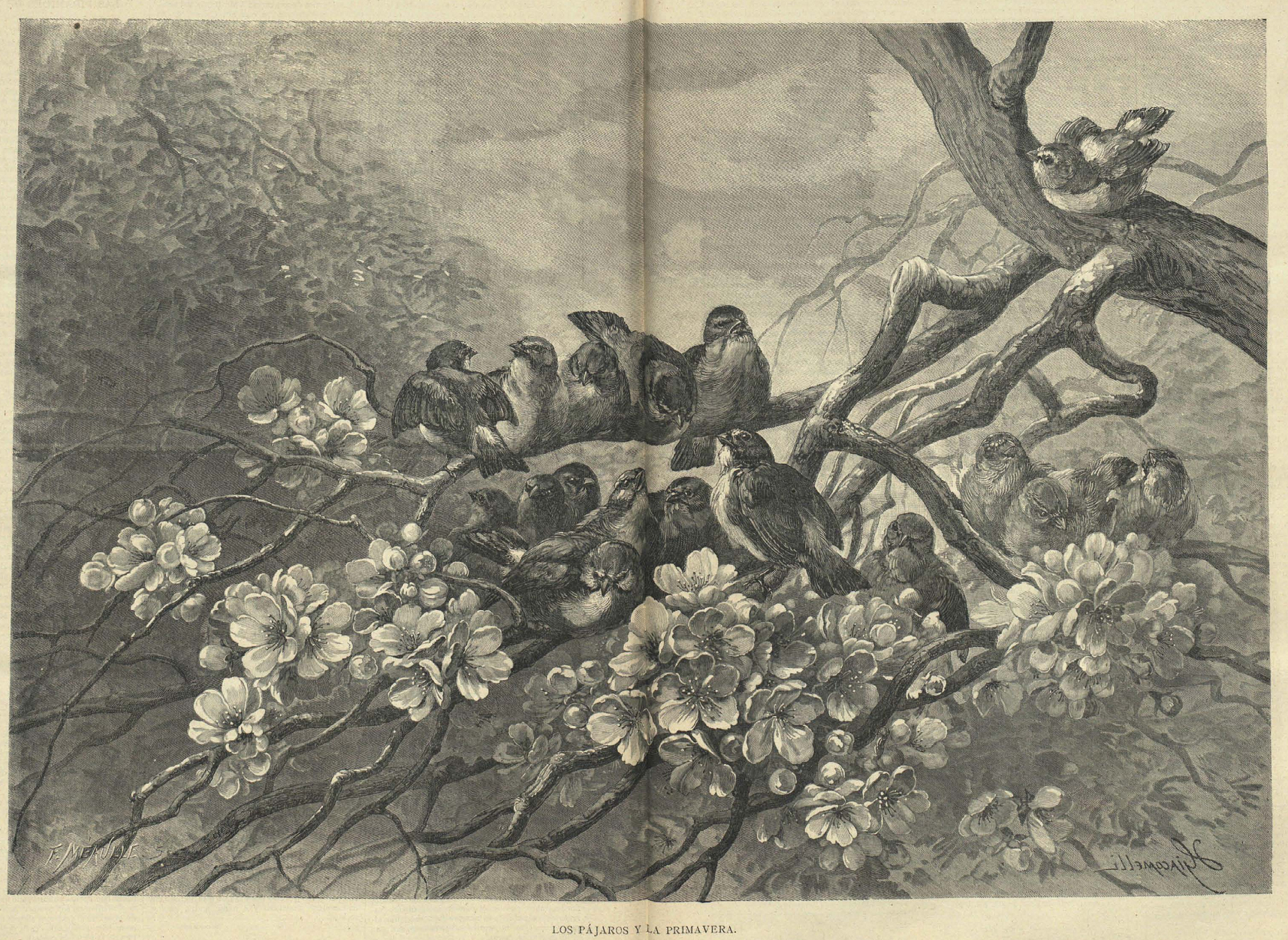
Les oiseaux et le printemps, gravure de Fortuné Méaulle d'après Giacomelli (1883).

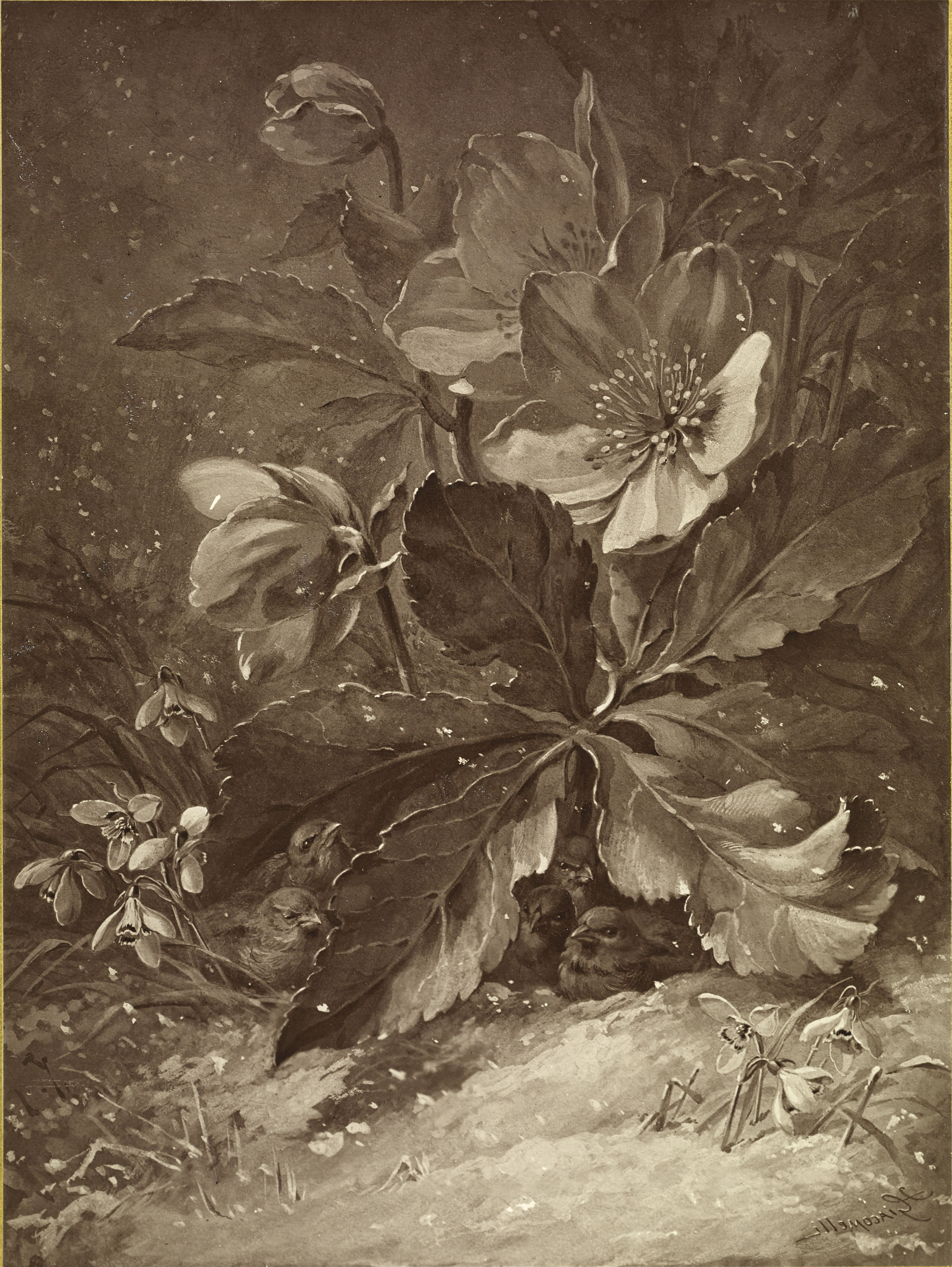
Aquarelle reproduite dans un recueil de 20 photographies des œuvres d'Hector Giacomelli, localisation inconnue.

Giacomelli se fait notamment connaître par l'illustration du texte de La Sainte Bible selon la Vulgate, parue en 1866 chez Mame, qu'il produit avec Gustave Doré.
Dans le domaine de l'illustration naturaliste, avec un souci du détail apprécié des éditeurs et des lecteurs, il travaille pour L'Oiseau et L'Insecte de Jules Michelet en produisant des images, qui en feront un illustrateur recherché jusqu'aux États-Unis.
Il contribue par ses dessins et aquarelles — reproduites par divers graveurs — à plusieurs journaux, tels que Le Monde illustré, Le Magasin pittoresque, L'Illustration ou encore La Nature, un périodique de vulgarisation spécialisé dans les sciences.
À l'époque, ces journaux, et notamment le journal La Nature auquel Giacomelli a contribué de 1879 à 1886 par 21 illustrations ; « compositions inédites » figurant surtout des oiseaux, exigeait de ses illustrateurs qu'ils marient un talent de vulgarisation scientifique à l'émotion esthétique voire au pittoresque — qui conduit à des attitudes souvent exacerbées des oiseaux, placés dans un décor souvent esthétisé —, ainsi qu'une certaine modestie, puisque contrairement aux articles, les illustrations n'étaient que rarement signées. Dans la revue La Nature, Giacomelli est cependant particulièrement apprécié et mis en valeur : ses illustrations sont toutes publiées en pleine page, ce qui est exceptionnel. Et ce sont ses dessins qui semblent inspirer la logique des séries de textes publiés (série des nids d'oiseaux, correspondant à 12 illustrations livrées par l'artiste, accompagnant douze textes, plus fournis que d'habitude, et tous écrits par Émile Oustalet alors considéré comme ornithologue de premier plan). Hormis pour la première de ces illustrations, gravée par Fortuné Méaulle qui ne travaille qu'épisodiquement avec La Nature, ce sont Smeeton-Tilly puis E. A. Tilly, comptant parmi les meilleurs graveurs attitrés de la revue, qui traduiront la plupart de ses dessins gouachés et/ou aquarellés en gravures prêtes à être publiées.
Il illustre aussi à titre privé les livres que lui apportent les bibliophiles fortunés. Il est l'un des organisateurs de l'Exposition des estampes du siècle de 1887 et de la section rétrospective des beaux-arts de l'Exposition universelle de Paris de 1889.
Hector Giacomelli a illustré entre autres :
- Louis Desnoyers : Les Mésaventures de Jean-Paul Choppart (1865) ;
- Jules Michelet : L'Oiseau (1867), L'Insecte (1875) ;
- La revue La Nature (créée par Émile Oustalet) :
  - Les Nids (1879), 1) « Nid de Mésange Rémiz », 1879 [9] ; 2) « Nid de Troglodyte mignon (Troglodytes parvulus) grandeur naturelle. (Composition inédite) » [10] ; 3) « Nid du Dicée mignon (grandeur naturelle) » [11] ; 4) « Nid de la Rhipidura albiscapa (grandeur naturelle). Composition inédite de M. Giacomelli, d'après les collections du Muséum d'Histoire Naturelle de Paris » [12] ; 5) « Nid de la Myzomèle ensanglantée (grandeur naturelle)»[13] ; 6) « Nid de l'Oxypogon de Guérin (Oxypogon Guerini), grandeur naturelle » [14] ; 7) « Nid du Ramphomicron microrhynchum, grandeur naturelle (composition inédite) » [15] ; 8) « Nid de Loriot de Baltimore (Yphantes baltimore L.) (grandeur naturelle) » [16] ; 9) « Nid d'Oiseaux-Mouches, Glaucis hirsuta (grandeur naturelle) », La Nature, premier semestre 1881, p. 249 ; 10) « Le nid de l'Oiseau-Mouche huppecol (Lophornis ornata) (grandeur naturelle) »[17] ; 11) « Nid du Corythornis cyanostigma, petit Martin-Pêcheur africain (grandeur naturelle) » [18] ; 12) « Le nid de la Salangane des Philippines (Collocalia troglodytes), au moyen duquel les Chinois font la soupe aux nids d'hirondelles » [19]. Giacomelli produira encore 5 images pour la revue (« L'arrivée des hirondelles », « Le départ des hirondelles à Paris », « Les sauterelles »[20], « La chanson du printemps »)[21], puis la quitte ; son style d'illustration y est perpétué, dont par A. L. Clément ;
- André Theuriet :
  - Sous Bois (1883) ;
  - Nos Oiseaux, ouvrage parue en 1886 chez H. Launette.
- Jean Floux : Les Maîtresses (1886).
- François Coppée : Les Mois illustrés (1891).
- Alfred de Musset : Histoire d'un merle blanc (1904).

La série des saisons : produite pour la revue La Nature, de la fin de premier semestre 1882 au début du premier semestre 1883, il s'agit de quatre œuvres à caractère principalement esthétiques bien qu'accompagnées par un article de vulgarisation scientifique (aquarelles reproduites en gravure dans la revue qui les présente comme offertes au lecteurs). La première est légendée : « Le Printemps. Lilas, aubépine et papillons blancs ; Composition inédite de M. Giacomelli. Elle est suivie de « L'Été ; rose et Lucane cerf-volant ; « L'Automne. – Branches de vigne et colimaçons. ; L'Hiver. – Le grillon domestique.

## Le collectionneur
Giacomelli est également un collectionneur réputé : « il possède », écrit Henri Beraldi, « la plus belle collection connue d'estampes du XIXe siècle. C'est un passionné, un délirant, un enragé. Qui n'a pas vu l'œil de Giacomelli regardant une gravure de qualité supérieure n'a rien vu. »
Après sa mort seront dispersés de nombreux tableaux, dessins et aquarelles notamment signés Noël François Bertrand, Auguste Bigand, Karl Bodmer, Charles-François Daubigny, Eugène Delacroix, Auguste Raffet, ainsi que des sculptures, notamment d'Antoine-Louis Barye, Pierre-Jules Mêne et Auguste Cain. Sa collection a été dispersée aux enchères en 1905.

## Œuvre

### Le peintre des oiseaux
L'une des pièces les plus souvent reproduites de Giacomelli est intitulée Passereaux alignés sur une tige de bois.
On y voit 24 passereaux de couleurs variées, serrés les uns contre les autres et regardant dans toutes les directions.

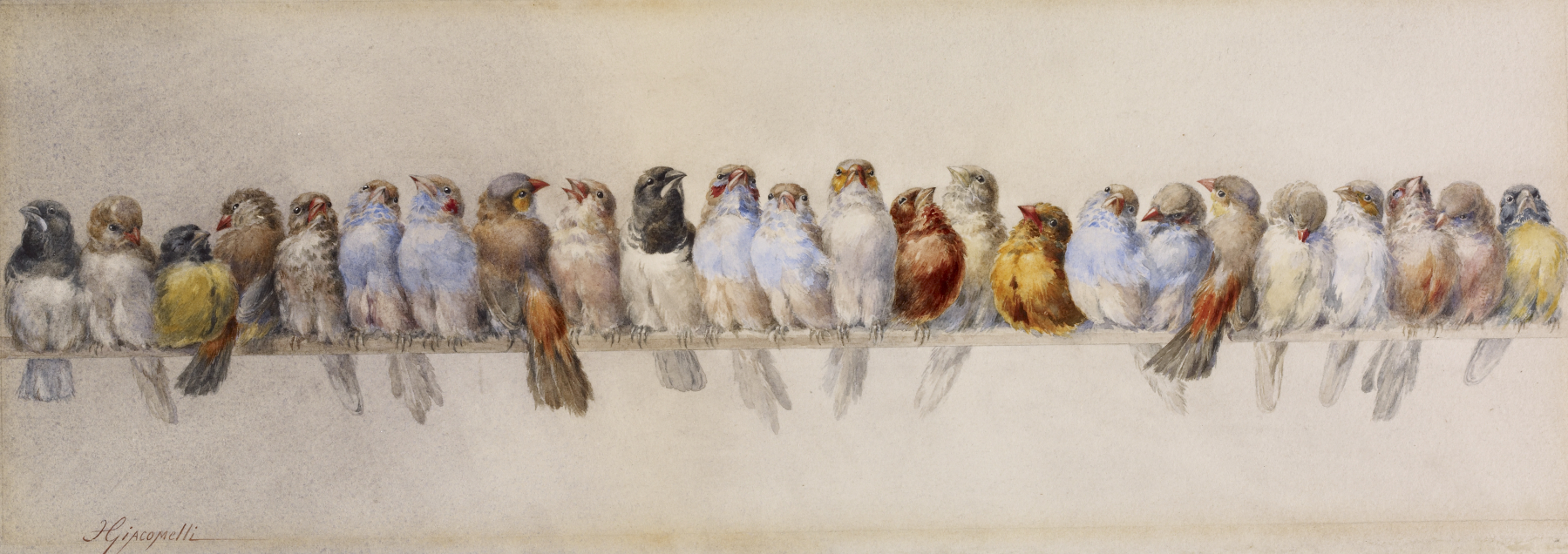
Passereaux alignés sur une tige de bois (années 1880), aquarelle, Baltimore, Walters Art Museum.

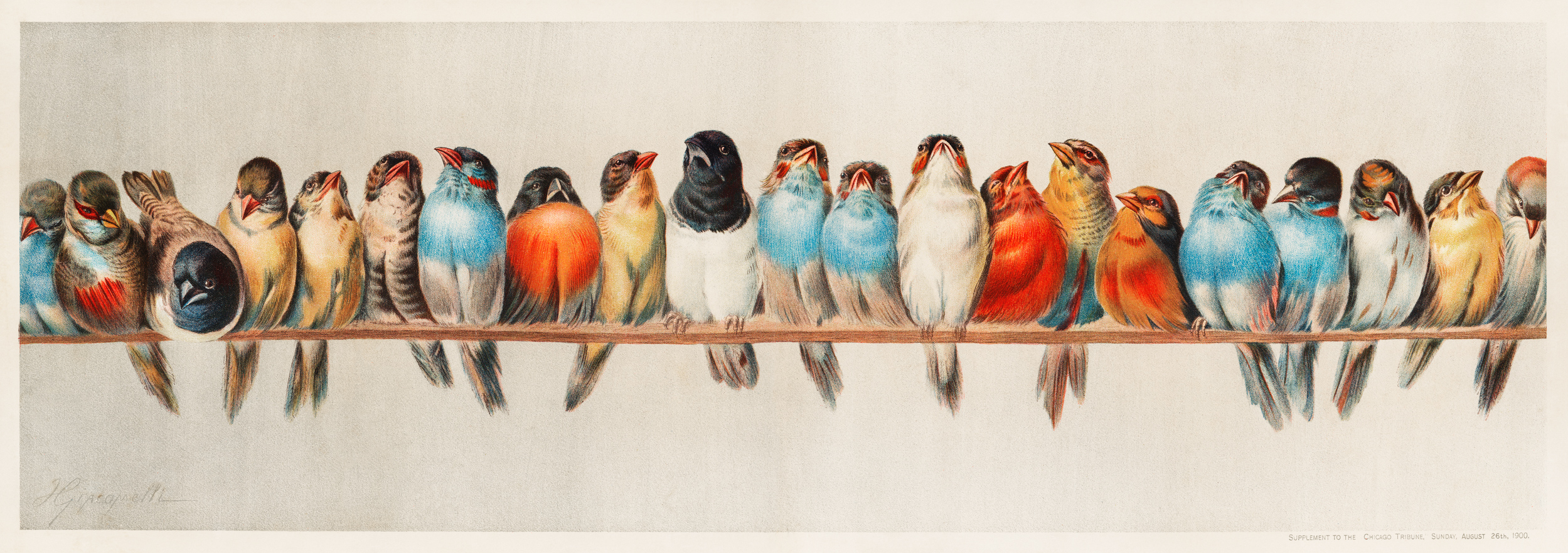
Passereaux alignés sur une tige de bois (1880), lithographie.

## Réception critique
- Henri Beraldi :

« Il a son domaine à lui ; il s'y tient résolument, habilement, en homme de talent et d'esprit, n'y a point d'égal. Giacomelli est le Van Huysum des petits oiseaux, des oiseaux expressifs, tendres et ravissants, qui ont l'air d'en penser bien long. L'oiseau est à Giacomelli comme le chat est à Lambert. Un oiseau qui se respecte ne peut être que de Giacomelli ; un oiseau qui n'est pas de Giacomelli est un faux oiseau. »

- Émile Zola :

« M. Giacomelli a des finesses exquises. Imaginez la légèreté des gravures anglaises, moins la sécheresse et la dureté. Il dessine avec une aiguille, mais avec une aiguille qui a toute la vigueur et toute l'ampleur du pinceau. C'est fin et gras tout à la fois, très souple et très ferme, admirablement fini et cependant très large. M. Michelet ne pouvait choisir un meilleur artiste pour illustrer l'Oiseau. Il a trouvé dans cet artiste les qualités rares que demandait cette tâche difficile. »

- Jules Michelet :

« L'Oiseau Giacomelli nous est arrivé ce matin, c'est une vraie merveille, et sublime parfois. »

- Son ami Desdevises du Dézert lui a dédié un poème[30] :

A la porte de Loradoux

Un chalet sourit à l'aurore,

Sous le jasmin, la passiflore

Et l'ampélopsis aux tons roux.

C'est dans ce beau nid d'herbes folles

Que le vieux peintre des oiseaux

A porté palette et pinceaux

Parmi ses chères bestioles...
— Georges Desdevises Du Dézert, L'Artiste